# VéloSoleX

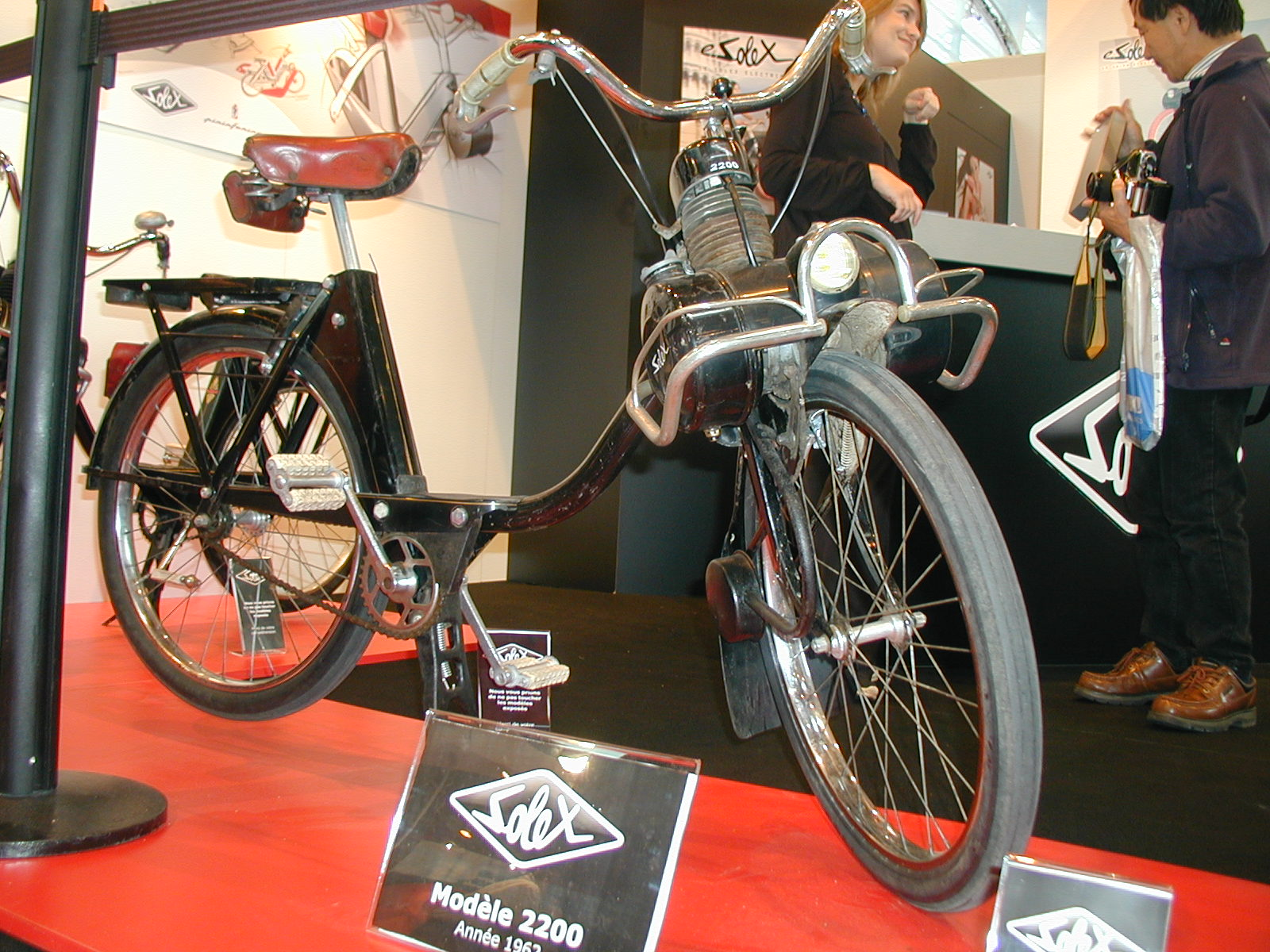
Velosolex 2200 sản xuất năm 1962

VéloSoleX cũng gọi là Solex là hiệu xe đạp máy do hãng Solex sản xuất từ năm 1946 đến 1988, đạt hơn bảy triệu đơn vị.
Loại xe này nổi tiếng vào thập niên 1950 trong giới học sinh trung tiểu học ở Pháp và ở Việt Nam. Vì giá rẻ nên giới thợ thuyền công nhân cũng thích mua.

## Sản xuất

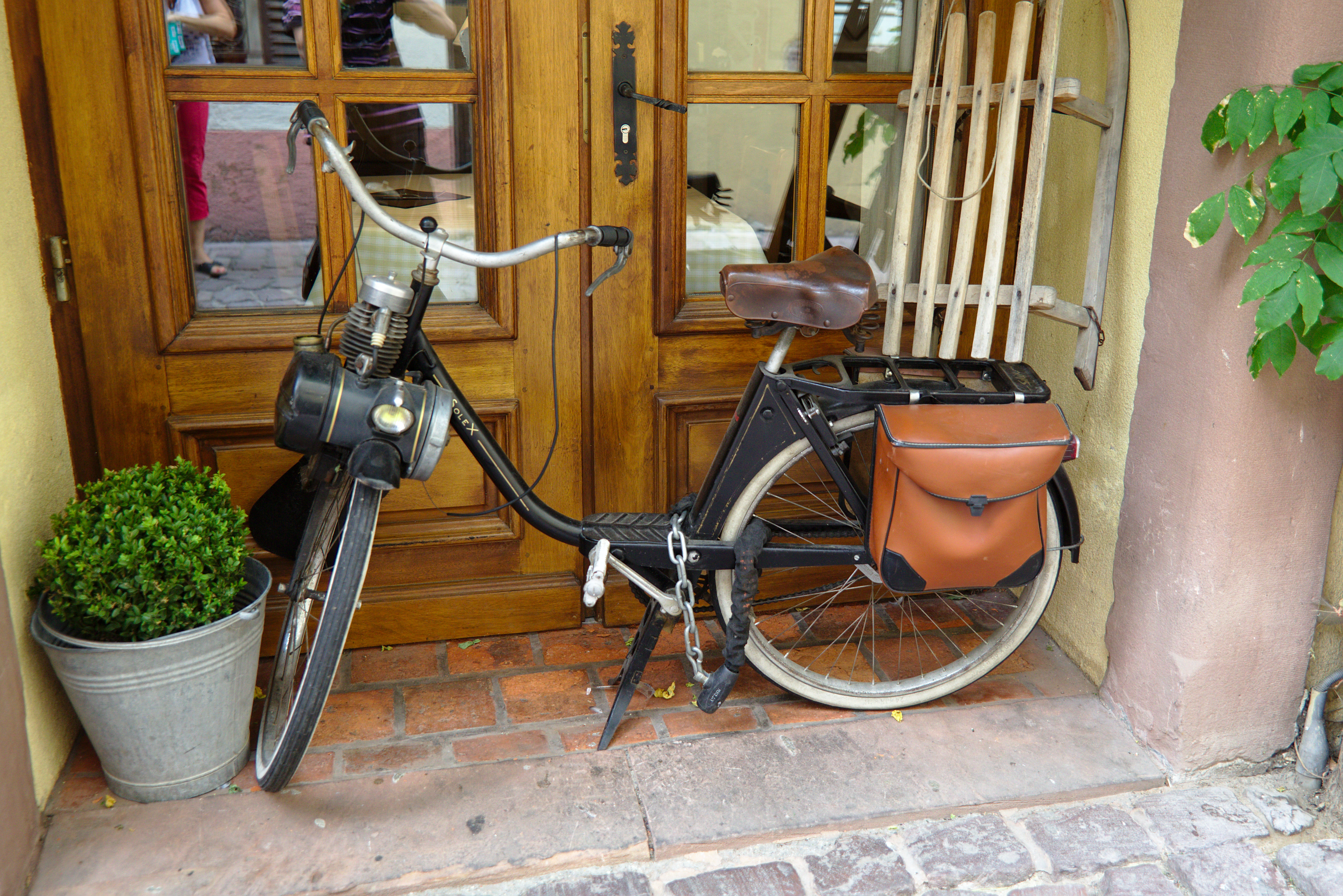
VéloSoleX 1100, năm 1957

Xưởng sản xuất đầu đặt ở Hauts-de-Seine, sau thêm hai xưởng tọa lạc ở Asnières-sur-Seine và Mâcon. Năm 1975 hãng này đổi tên là Motobécane, chuyển về Saint-Quentin, Aisne. Motobécane sản xuất xe đạp nhưng nổi tiếng nhất với sản phẩm Mobylette.
Từ năm 1998 đến 2002 vì giá thành ở Pháp quá cao, xưởng sản xuất chuyển sang đặt ở Hungary dưới tên Impex. Sang năm 2004 hiệu Solex bán thương hiệu VélosoleX cho hãng Cible và đưa sang Trung Cộng sản xuất với tên "e-Solex". Dòng xe này do hãng Pininfarina của Ý vẽ kiểu.